# Gaariye
Mohamed Hashi Dhamac (en somalí, Maxamed Xaashi Dhamac, Hargeisa, 1949 – 30 de septiembre de 2012) conocido como Gaarriye, fue un poeta y activista político somalí. Perteneció a la Sa'ad Musa subdivisión del clan Habr Awal.

## Biografía
Gaariye acabó los estudios primarios y secundarios en Hargeisa a principios de los 70. y en la Universidad se matriculó en el Colegio universitario nacional de Somalia en Afgooye y obtuvo el título de bachiller en ciencias en 1974. Conocido por su crítica aguda, comenzaría la famosa cadena poética Deelley en respuesta a la represión en Somalia bajo el gobierno de Siad Barre. Otros poetas famosos como Hadrawi contribuirían a Deelley. Fue miembro del Movimiento Nacional Somalí y después de la Guerra Civil Somalí compuso uno de los poemas más famosos apelando a la reconciliación, "Hagarlaawe". En la década de los 70, Gaariye descubrió independientemente el sistema prosódico somalí casi al mismo tiempo que su compañero erudito literario Abdillahi Diiriye Guled.
Gaarriye murió en un hospital de Noruega el 30 de septiembre de 2012.

## Poesía
Gaariye trabajó en estrecha colaboración con el lingüista británico Martin Orwin en los últimos años de su vida para transcribir y traducir muchos de sus mejores poemas al inglés. Sus poemas traducidos se publicaron póstumamente junto con los de Hadraawi y algunos otros poetas somalíes contemporáneos prominentes en una biografía de Gaariye de 2018.

## Trabajos
- Maxamed Xaashi Dhamac (2013). Hagarlaawe : diiwaanka maansooyinka. Hargesya : Sagalet. ISBN 9780956117335.
- Maxamed Xaashi Dhamac, Jama Musse Jama (ed.) (2012). Maxamed Xaashi Dhamac "Gaarriye" : biography and poems. Pisa :  Ponte Invisibile. ISBN 9788888934334.

## Otras fuentes
- Yuusuf Cismaan Cabdile (2016). Diiwaanka siinley : silsiladdii ay kacaanka isa seegeen. Hargeysa, Somaliland : Sagajet Publications. ISBN 9789188133151.
- Cabdiraxmaan C. Faarax (2015). Mahadho : Sooyaalkii iyo Waxqabadkii Maxamed Xaashi Dhamac 'Gaarriye' (1949-2012). [Sweden] : Hal-aqoon Publishers. ISBN 9789188133014.
- Boobe Yuusuf Ducaale (2013). Ilmadii hal-abuurka : Maqaallo iyo maansooyin loogu baroor-diiqay : Macallin Maxamed Xaashi Dhamac (Gaarriye), 1952kii-2012ka. Hargeysa : Bobe Publications. ISBN 9780956117311.

- Datos: Q5515223